# 関東大学SF研連絡会議
関東大学SF研連絡会議（通称関大連）は、1970年代から1980年代にかけて活動した関東に存在する大学SF研の友好組織の名称。同様の組織として、関西に拠点を置いていた関S連、中国・四国地方に拠点を置いていた中四連、九州に拠点を置く九S機構などがあった。
会議自体は基本的に御茶ノ水にあった喫茶店「純喫茶 丘」に集まって同人誌の交換、新聞の発行や大学祭の情報交換を行っていた。参加大学からは会議に参加する連絡員が派遣されていた。一年に一度の頻度で議長校が選ばれ、会議全体の運営を行っていた。その他の活動内容として、当時活発であったサークルによる8mmフィルムでの自主制作映画の合同上映会を行った。
上記の正式な活動の他に、外部イベントへの協力（コミケットスペシャル、日本SF大会TOKON7への協力を行った「関大連合企画」など）を行ったり、親睦ソフトボール大会などを企画したりした。
参加組織には、以下のものがあった。
- お茶の水女子大学SF研究会
- 東京大学SF研究会
- 東京大学SFアニメ研究会　（現　東京大学アニメーション研究会）
- 東京工業大学SF研究会　（リリカ団）
- 一橋大学SF研究会　（SF-TAC　現存せず）
- 慶應義塾大学SF研究会
- 東海大学S&SF研究会　（現存せず）
- 東京女子大学SF研究会　（現　自由創作部　libra）
- 獨協大学SF研究会　（現存せず）
- 東京農工大学SF研究部
- 電気通信大学SF研究会　（SF－Z会）
- 日本大学SF研究会
- 東京都立大学SF研究会　（現　首都大学東京）
- 明治大学SF研究会
- 女子美術大学SF研究会
- 千葉大SF研究会　（現存せず：平成17年解散？）
- 東京電機大学Ⅰ部SF研究会　（現存せず）

会議から派生した組織にTOKON8およびDAICON3における裏合宿を運営したPAXがある。